# خال‌سفید نواری
خال‌سفید نواری (نام علمی: Pardalotus striatus) نام یک گونه از سرده خال‌سفید است.

## نگارخانه

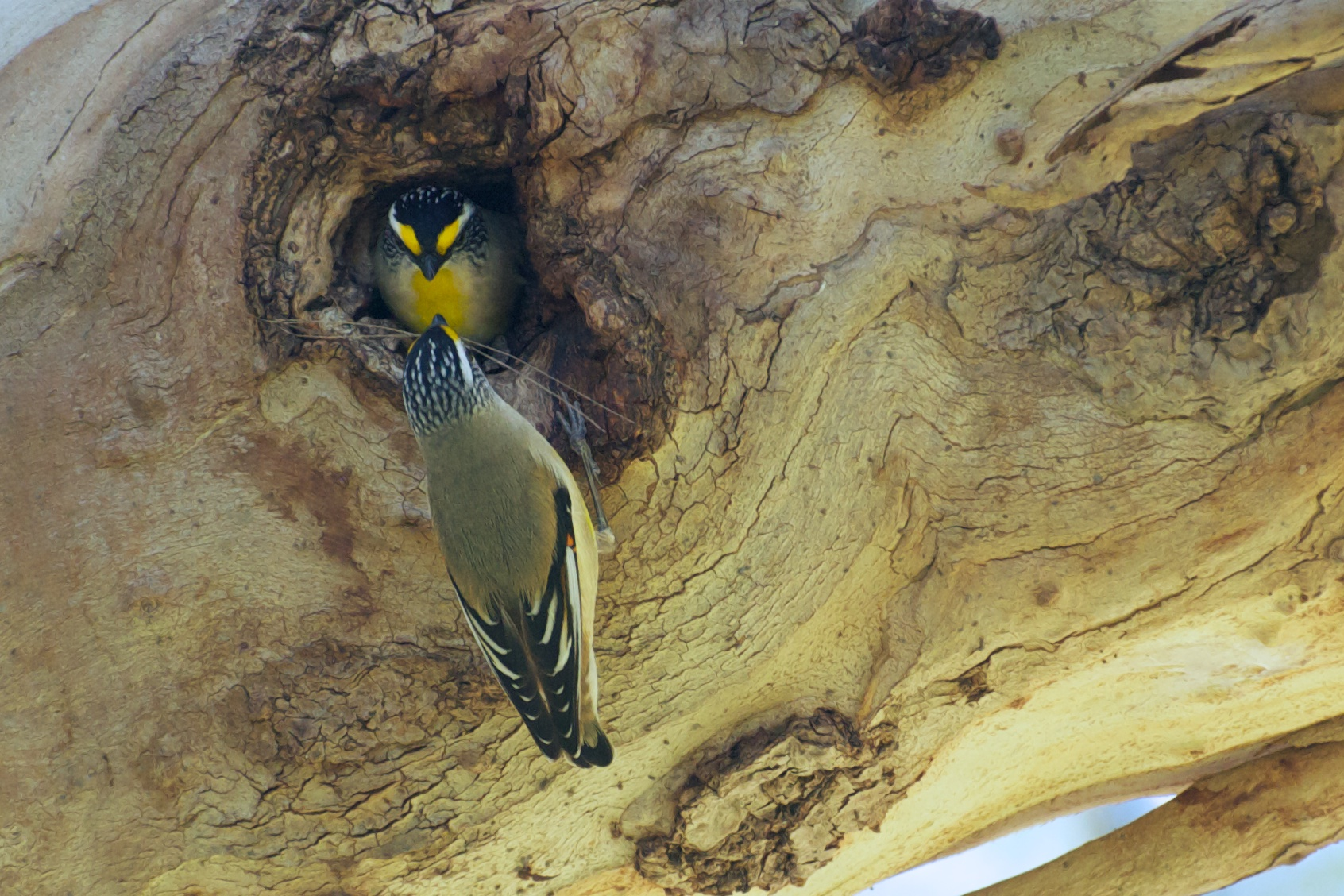